# Torneo WTA de Katowice 2013
El BNP Paribas Katowice Open de 2013 es un torneo de tenis femenino jugado en canchas de arcilla bajo techo. Es la 1ª edición del BNP Paribas Katowice Open, y está en la categoría internacional. Se llevará a cabo en el Spodek Arena en Katowice, Polonia, del 7 de abril al 15 de abril de 2013.

## Cabezas de serie

### Individual
| Tenista          | Ranking | Preclasificada |
| Petra Kvitová    | 8       | 1              |
| Roberta Vinci    | 13      | 2              |
| Klara Zakopalová | 21      | 3              |
| Julia Görges     | 30      | 4              |
| Alizé Cornet     | 33      | 5              |
| Kaia Kanepi      | 38      | 6              |
| Sabine Lisicki   | 41      | 7              |
| Laura Robson     | 42      | 8              |

### Dobles
| Tenista                              | Ranking | Preclasificada |
| Anna-Lena Grönefeld Janette Husárová | 60      | 1              |
| Shuko Aoyama Mervana Jugić-Salkic    | 136     | 2              |
| Jill Craybas Mandy Minella           | 137     | 3              |
| Renata Voráčová Klára Zakopalová     | 150     | 4              |

## Campeonas

### Individuales femeninos
Roberta Vinci  venció a  Petra Kvitová por 7-6(2), 6-1

### Dobles femenino
Lara Arruabarrena /  Lourdes Domínguez Lino vencieron a  Raluca Olaru /  Valeria Solovyeva por 6-4, 7-5